# Schouderstreepmot
De schouderstreepmot (Carpatolechia decorella) is een vlinder uit de familie tastermotten (Gelechiidae). De wetenschappelijke naam is voor het eerst geldig gepubliceerd in 1812 door Haworth.
De soort komt voor in Europa.